# Jamar Butler
Jamar Butler (Lima, 27 settembre 1985) è un ex cestista statunitense, professionista in Europa.

## Carriera
Classica comboguard di 185 cm, formatasi cestisticamente nell'università di Ohio State, ha concluso la stagione 2007-08, quella da senior, realizzando 15 punti di media e servendo 5,9 assist, 24º nella classifica dei passatori. Discreto tiratore, glaciale dalla lunetta, si è particolarmente distinto per la sua abilità a guidare la squadra. Nella stagione 2007 ha disputato la finale NCAA persa contro Florida con il punteggio di 84-75. Compagni di college sono stati Greg Oden, prima scelta assoluta al draft NBA 2007, e Mike Conley. Nel settembre 2008 firma per la Eldo Juvecaserta, salvo poi essere tagliato due mesi dopo.

## Curiosità
La sua avventura alla Juvecaserta si concluse quando Butler, dopo aver avvertito i dirigenti della squadra campana di non poter prendere parte all'allenamento per forti sintomi influenzali, fu trovato dal medico legale e dal team manager della società in perfetta forma fisica mentre giocava con un videogioco nel suo appartamento.

## Palmarès
- Campione NIT (2008)